# 北ホラーサーン州
北ホラーサーン州（きたホラーサーンしゅう、ペルシア語: استان خراسان شمالی, ラテン文字転写: Ostān-e Khorāsān-e Shomālī）は、イラン北東部の州（オスターン）。北ホラーサーン州は2004年のホラーサーン州の3分割に伴って成立した州である。州都はボジュヌールド。

## 歴史
ホラーサーンは長い歴史を通じ、幾多の王朝が支配し、あるいは興り亡びた土地であり、アラブ、テュルク、モンゴル、トゥルクマーン、アフガーンなどさまざまな人々が到来し、歴史に変化を与えてきた。
イラン古代の地理学者はイラン（「イーラーン・シャフル」：イラン世界）を8地域に区分したが、そのうち最大で最も繁栄していた地域がホラーサーンである。
エスファラーイェンはホラーサーンにおけるイラン到来後のアーリア人の中心的居住地の一つであった。アルサケス朝は長いあいだホラーサーンのメルヴ近郊を基盤とし、エスファラーイェンもニーシャープール地域の重要拠点であった。
サーサーン朝期には「パドグースバーン」という称号を持つエスパフボド（将軍）と、4つに分割した地域それぞれの太守が治めた。
ホラーサーンはイスラーム征服後、ニーシャープール、メルヴ、ヘラート、バルフの各都市を中心とする四地域に分割されている。651年、アラブ・イスラーム勢力がホラーサーンに侵入し、以後820年までアッバース朝の支配下にあり、896年イラン系ターヒル朝、900年サーマーン朝が続いた。ガズナ朝のスルターン・マフムードが994年、ホラーサーンを征服、さらに1037年にはセルジューク朝の初代スルタン・トゥグリル・ベグがニーシャーブールを征服している。
その後、ホラーサーンをめぐってセルジューク朝とガズナ朝の対立が続き、最終的にはガズナ朝がスルターン・サンジャルを破った。しかし1157年にはホラズム・シャー朝の支配下に入り、モンゴル帝国の侵入を受けイルハン朝の領域となった。
14世紀に入るとサブゼヴァールのサルバダール運動（英語: Sarbedaran movement）による独立の旗が掲げられるようになった。1368年、ティームールがホラーサーンを手に入れ、ヘラートをその首都とした。
1507年、ホラーサーンはウズベク族に征服された。1747年のアフシャール朝のナーディル・シャー没後はアフガーンの勢力圏となっている。
ガージャール朝の時代にはイギリスがイギリス東インド会社の保護のためにアフガーンを支援し、ヘラートはイランから分割された。ナーセロッディーン・シャーはヘラート奪還を目指したが果たせなかった。最終的に1857年のパリ条約によってイランはヘラートを含む今日のアフガニスタン領域への領有権主張を取り下げることになる。こうしてホラーサーンは人口稠密な東部地域がイギリス保護下に入り、残余の西部地域がイラン領として残ったのである。
ホラーサーン州はイラン最大の州であったが、2004年9月29日に北ホラーサーン、南ホラーサーン、ラザヴィー・ホラーサーンの三州に分割された（2004年5月18日国会通過、同29日護憲評議会通過）。

## 行政区分
州都の郡（シャフレスターン）のほかにシールヴァーン郡、ジャージャルム郡、マーネ・ヴァ・サムラガーン郡、エスファラーイェン郡、ボジュヌールド郡、ファルージ郡、ガルメフ郡がある。

## 今日の北ホラーサーン州
ホラーサーン地域にはペルシア、ホラーサーニー・テュルク、トゥルクマーン、クルド、アラブなどのエスニック・グループが住む。また近年はアフガン難民が流入し、かなり大きなコミュニティを作っている。

### 経済
州内には、イラン国内最大のボーキサイト鉱床があり、2010年代にはアルミニウム精錬が行われるようになった。このアルミニウムは、イランが国産化を進めている巡航ミサイルの固体燃料にも利用されている。

### 観光地

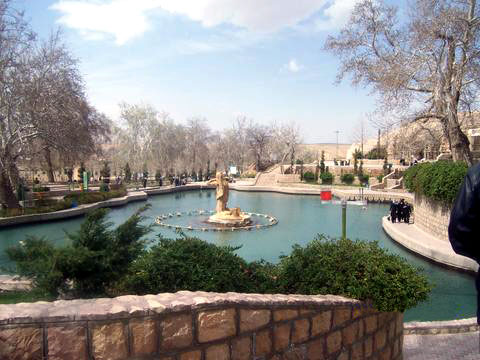
ベシュ・ガルダシュ。

州内には泉、小さな湖、洞窟、自然公園、自然保護区、散策地など多くの自然を活用した観光地がある。
またイラン文化遺産協会にはホラーサーン3州全体で1179ヵ所が登録されている。北ホラーサーン州の主な名所は以下の通り。
- サーリー・ゴル自然保護区
- ハサナーバード（ガイサルおよびソラーク古城）
- ノシールヴァーンおよびエバーダートガーフ洞窟
- ファガト・デジュ城砦
- シェイフ・アリー・エスファライェニー廟
- サールーク自然保護区
- ベシュ・ガルダシュ（英語版）（五兄弟）泉、バーバー・アマーン泉
- ビーダーグ、コネギャルム、コンジェクーフ、セイイェド・サーデグ渓谷
- モファハム家の鏡の家
- バーバー・タヴァッコル廟,
- イマームザーデ・スルターン・サイイド・アッバース

### 高等教育機関
- イスラーム自由大学シールヴァーン
- イスラーム自由大学ボジュヌールド